# Verjährungsunterbrechung
Die Verjährungsunterbrechung, kurz Unterbrechung genannt, ist ein Fachausdruck aus der Rechtswissenschaft. Durch die Unterbrechung einer (Verjährungs-)Frist beginnt diese neu zu laufen. Demgegenüber steht die Hemmung (in der Schweiz zumeist Hinderung oder Stillstand genannt), innerhalb dessen die Frist zum Stillstand kommt und nach Wegfall der Hemmungsgründe weiterläuft.

## Deutschland

### Zivilrecht
Der Begriff der „Unterbrechung“ wurde im Rahmen der Neuregelung der Verjährungsbestimmungen durch die Schuldrechtsmodernisierung durch den zutreffenderen Begriff des Neubeginns der Verjährung (siehe § 212 BGB) ersetzt. Demnach beginnt die Verjährung erneut, wenn eine gerichtliche oder behördliche Vollstreckungshandlung vorgenommen oder beantragt wird oder wenn der Schuldner den Anspruch gegenüber dem Gläubiger anerkennt. Die Anerkennung der Schuld muss nach dem Beginn der Verjährungsfrist und vor ihrem Ende abgegeben werden.
Anders als bei der regelmäßigen Verjährungsfrist beginnt die Frist in diesem Fall ab dem Ende des Tages, an dem eines der Kriterien eintritt, von neuem.

### Öffentliches Recht
Das öffentliche Recht kennt Bestimmungen über die Verjährung und der „Unterbrechung“ z. B. in § 20 Abs. 1 Verwaltungskostengesetz.

### Strafrecht
Im Strafrecht ist die Unterbrechung der Verjährung in § 78c StGB geregelt.

## Schweiz

### Privatrecht
Die Unterbrechung der Verjährungsfristen ist für das schweizerische Privatrecht in den Art. 135 ff. OR geregelt:
Liegt ein sogenannter Unterbrechungsgrund vor, so beginnt die Verjährungsfrist gemäß Art. 137 Abs. 1 OR erneut. Unterbrechungsgründe sind nach Art. 135 OR einerseits eine Anerkennung der Schuld durch den Schuldner, andererseits aber auch eine qualifizierte Geltendmachung des Anspruchs durch den Gläubiger.

### Öffentliches Recht
Das öffentliche Recht kennt keine Bestimmungen über die Verjährung. Trotzdem ist es beinahe unbestritten, dass auch öffentlich-rechtliche Verjährungsfristen unterbrochen werden können. Die meisten Autoren fordern eine analoge Anwendung der privatrechtlichen Bestimmungen zur Unterbrechung (Art. 135 ff. OR, siehe oben). Um dem besonderen Charakter öffentlich-rechtlicher Ansprüche, die einem Einzelnen gegenüber dem Staat zustehen, Rechnung zu tragen, wird vertreten, dass im öffentlichen Recht jede unmissverständliche Mitteilung des privaten Gläubigers an die Verwaltung, dass er an seinem Anspruch festhalten will, eine Unterbrechung der Verjährung nach sich ziehe.

### Strafrecht
Gemäß den neuen Verjährungsbestimmungen im Strafrecht kann die Frist für die Verjährung der Strafverfolgung nicht mehr unterbrochen werden (vgl. Art. 97 f. StGB). Die Verjährung einer ausgefällten Strafe wird durch den Vollzug und durch jede auf Vollstreckung der Strafe gerichtete Handlung der Behörde, der die Vollstreckung obliegt, unterbrochen (Art. 99 f. StGB).

### Dogmatische Bedeutung
Da Verjährungsfristen im Gegensatz zu Verwirkungsfristen (in Österreich als Ausschlussfristen bezeichnet) unterbrochen werden können, kann aus der Antwort auf die Frage, ob eine bestimmte Frist unterbrochen werden kann oder nicht, hergeleitet werden, ob es sich bei der betreffenden Frist um eine Verjährungs- oder um eine Verwirkungsfrist handelt. Im öffentlichen Recht handelt es sich bei der Unterbrechung gar um den einzigen praktischen Unterschied zwischen den beiden Arten von Fristen.